# Internetafhængighed
Internetafhængighed (IAD fra engelsk internet addiction disorder) er ikke en anerkendt diagnose i Danmark eller internationalt.
Begreber som "skærmafhængighed", "internetafhængighed" og "mobilafhængighed" er blevet brugt hyppigt i den offentlige debat, men anerkendes ikke som former for misbrug eller adfærdsafhængighed i hverken WHOs sygdomsklassifikationssystem ICD-10 (der bruges af det danske sundhedssystem og psykologforeningen) eller den amerikanske DSM-V, der udgives af den amerikanske psykiatrisammenslutning APA.